# Adatelemzés
Az adatelemzés az a folyamat, amely az adatok ellenőrzésére, letisztítására, átalakítására és modellezésére szolgál. Ezáltal hasznos információkat fedezhetünk fel, fontos következtetéseket vonhatunk le és jelentősen hozzájárulhatunk a helyes döntésekhez. Az adatelemzésnek több aspektusa és módszertana létezik – különböző technikák, különböző neveken, különböző üzleti, tudományos vagy szociológiai területeken. A legismertebb szakágai: adatbányászat, üzleti intelligencia, szövegelemzés, adatvizualizáció, infografika stb.

## Ajánlott irodalom
- Croll & Yoskovitz – Lean Analytics: Build a Better Startup